# Amie Donald
Amie Donald (Nova Zelândia, 28 de janeiro de 2010) é uma atriz e dançarina neozelandesa conhecida por estrelar como a personagem-título no filme de terror de 2022: M3GAN.

## Carreira
Amie, é uma dançarina e já se apresentou em várias competições internacionais. Representou a Nova Zelândia na Copa do Mundo de Dança de 2019 e foi a primeira de seu país a conquistar medalhas: de prata e bronze. Dança no estudio Norris Dance Studio em Papakura.
Kylie Norris, sua professora de dança e coreógrafa de longa data, que desenvolveu a dança da boneca M3GAN que viralizou na plataforma TikTok, começou a carreira na série Original Netflix: Sweet Tooth interpretando a Macaca Maya, é representada agência Bubblegum Talent Agency.
Amie começou a ser reconecida mundialmente pela sua estreia no filme de terror M3GAN lançado em 2022 como personagem principal ao lado de Allison Williams e sua amiga e colega Violet McGraw. Donald também surpreendeu os diretores ao descobrir como fazer certos movimentos difíceis por conta própria, como uma "cobra subir" do chão sem usar os braços e correr pela floresta de quatro. O blog /Film escreveu sobre a atuação de Donald que "é aquela performance humana que realmente leva a criação de levemente assustador a aterrorizante... muito da fisicalidade de M3GAN veio diretamente de Donald".
E em 2022 a série Sweet Tooth ganhou uma segunda temporada e Amie Donald volta como a Macaca Maya série.

## Vida Pessoal
Amie mora em Auckland, na Nova Zelândia.

## Carreira
| Ano           | Título      | Papel       | Notas         |
| ------------- | ----------- | ----------- | ------------- |
| 2021-presente | Sweet Tooth | Macaca Maya | Seriado de TV |
| 2022          | M3GAN       | M3GAN       | Filme         |